# Czerwony śnieg

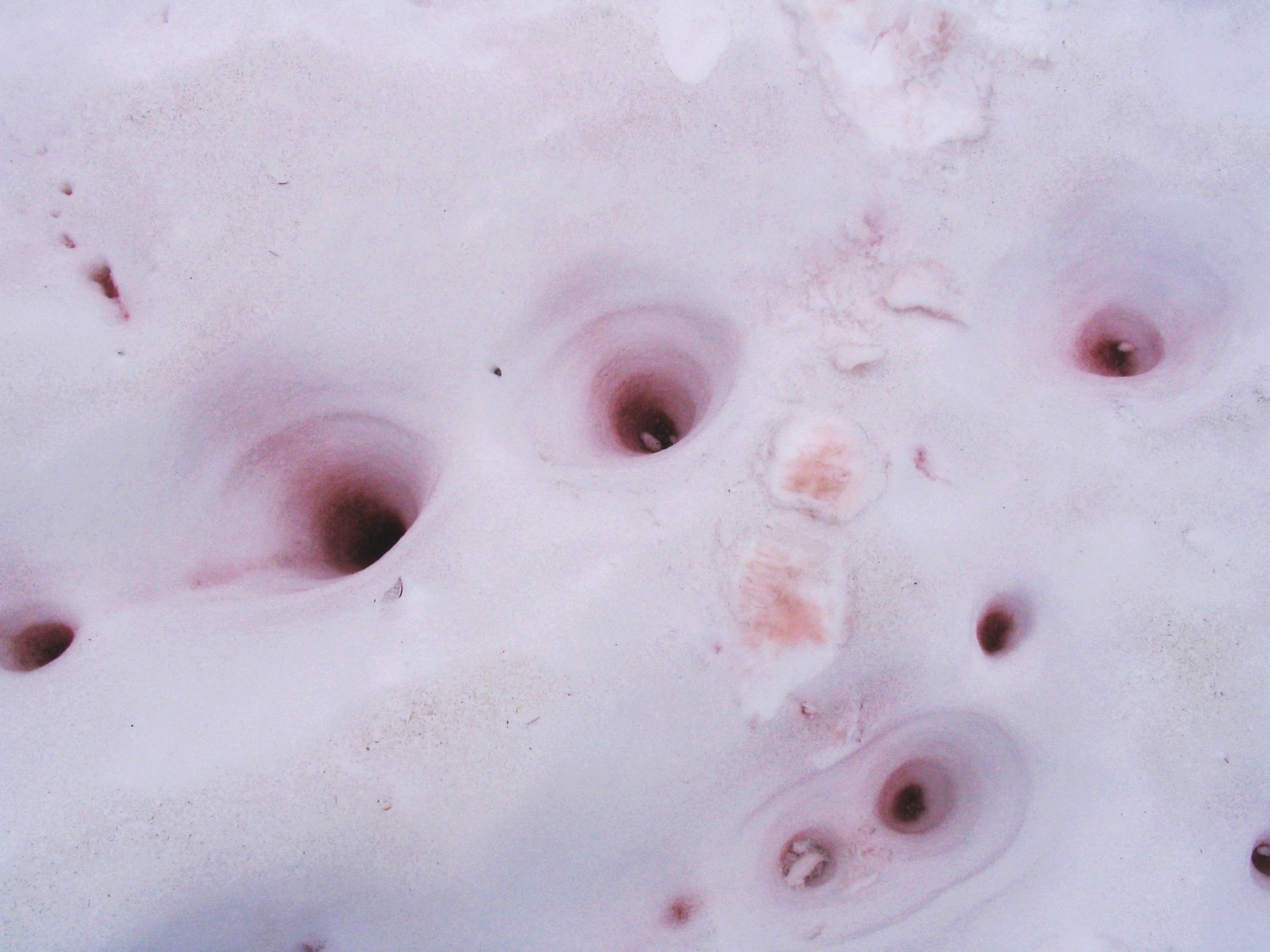
Śnieg arbuzowy

Czerwony śnieg – zakwit śniegu powodowany przez glony o czerwonej barwie. W Stanach Zjednoczonych nazywany jest również śniegiem arbuzowym, ponieważ nie tylko ma barwę miąższu arbuza, ale może również wydzielać delikatną arbuzową woń ujawniającą się podczas jego zgniatania (np. deptania). Czerwony kolor nadaje astaksantyna, barwnik karotenoidowy znajdujący się w ciele glonów poza chloroplastami, a służący ochronie przed silnym, szczególnie w górach, na odbijającej światło powierzchni śniegu, promieniowaniem ultrafioletowym.
Glony powodujące czerwony lub różowy śnieg mogą należeć do różnych gatunków, takich jak np. zawłotnia śnieżna (Chlamydomonas nivalis), skotiella śnieżna (Scottiella nivalis), Chlamydomonas sanguinea lub Smithsonimonas abbotii. Najczęściej jednak gatunkiem odpowiedzialnym za czerwony zakwit śniegu jest pierwszy z nich. Z tego względu czasem ze względu na trudność w dokładnym oznaczeniu gatunku, wszystkie zawłotnie tworzące czerwony śnieg są uznawane za zawłotnię śnieżną, a nazwa „Chlamydomonas nivalis sensu Kol” wówczas traktowana jako zbiorcza.
Glony tworzące czerwony śnieg żyją w warstwie wody pokrywającej płat śniegu, także w wodzie znajdującej się między jego kryształami. Są one określane jako kriofity, a wraz z innymi organizmami zasiedlającymi to siedlisko – krioplankton lub krioseston. Mogą być wtopione w lód i obmywane wodą. Mają właściwości kriofilne.
Kolorowy śnieg powodowany przez zakwit glonowy może przybierać również inne barwy, gdy tworzą go inne gatunki niewytwarzające czerwonych barwników w tak dużych ilościach. Proporcje gatunków glonów i związanej z tym barwy mogą zależeć od nasłonecznienia, gdyż przy słabszej insolacji przewaga glonów czerwonych nad zielonymi znika. Barwa śniegu zależy nie tylko od zasiedlających go glonów, ale może być wywołana przez osad pyłu.